# Острво Октобарске револуције
Острво Октобарске револуције (рус. Остров Октябрьской Революции) је острво у Северном леденом океану на северу Русије. Са површином од 14.170 , то је највеће острво архипелага Северна земља. Административно је део сибирског Тајмирског округа, који је од 1. јануара 2007. део Краснојарског краја. Око половине острва је под ледницима. Остатак острва је под тундром, или је поларна пустиња без вегетације. Највиши врх је на 965 метара (врх Карпински). 
Борис Вилкицки је 1913. открио ово острво и дао му име Острво Свете Александре. Данас постоје дискусије о враћању овог првобитног имена из доба цара Николаја II.